# Erhard Grundmann
Erhard Grundmannfue un deportista checoslovaco que compitió para la RFA en luge en la modalidad doble. Ganó dos medallas de bronce en el Campeonato Europeo de Luge, en los años 1938 y 1955.

## Palmarés internacional
| Representando a Checoslovaquia |                    |                   |        |
| Campeonato Europeo             |                    |                   |        |
| Año                            | Lugar              | Medalla           | Prueba |
| 1938                           | Salzburg (Austria) | Medalla de bronce | Doble  |
| Representando a la RFA         |                    |                   |        |
| Campeonato Europeo             |                    |                   |        |
| Año                            | Lugar              | Medalla           | Prueba |
| 1955                           | Hahnenklee (RFA)   | Medalla de bronce | Doble  |